# Corybas annamensis
Corybas annamensis é  uma espécie geófita de orquídea (Orchidaceae) que existe no Vietnam.

## Publicação e sinônimos
- Corybas annamensis Aver., Orchideen J. 14: 97 (2007).